# Château de Weimar

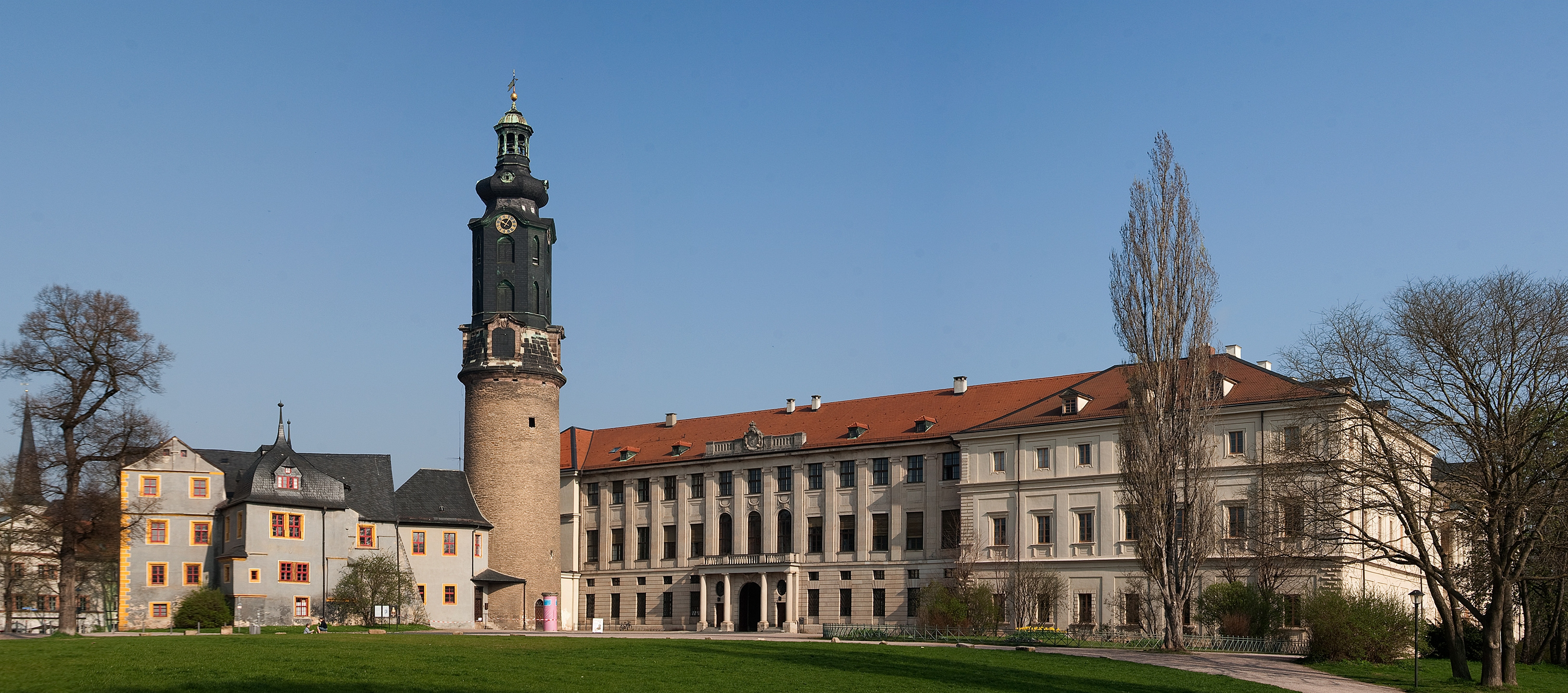
Vue de l'entrée principale avec la tour du château, la Bastille à gauche (2009)

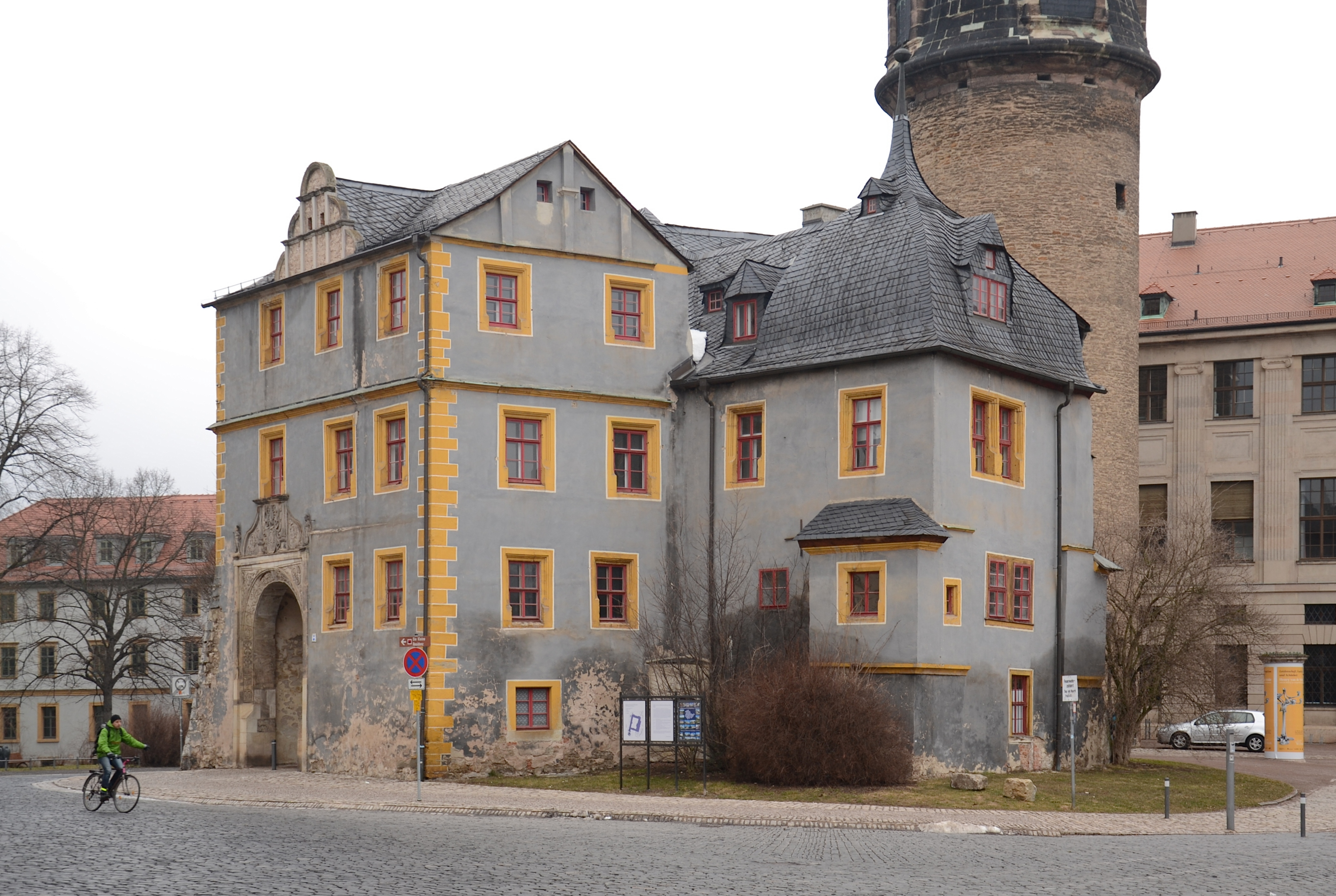
Bastille

Le château de Weimar (également résidence) est situé dans le centre-ville de Weimar, à l'extrémité nord du parc sur l'Ilm (de). Le palais fait partie du site du patrimoine mondial de l'UNESCO "Weimar classique (de)" et appartient à la Fondation classique de Weimar (de) depuis fin 2008, à l'exception de l'ensemble de bâtiments de la Bastille, qui appartient à la Fondation des châteaux et jardins de Thuringe (de). Le château abrite le Musée du château, qui se concentre sur les peintures de 1500 à 1900.

## Histoire

### "Hus tu Wymar"
Il est possible que les rois des Thuringes ont déjà tenu leur cour à cet endroit légèrement surélevé sur les rives de l'Ilm au début du VIe siècle. Cependant, seul le comte Guillaume de  Weimar est attesté par des documents. Il est l'hôte d'un conventus magnus qui s'est tenu dans le Hus tu Wymar sous l'empereur Otton II. À partir du Xe siècle, on trouve des traces d'un château fort entouré d'eau à cet endroit, qui est utilisé comme siège de la seigneurie des comtes d'Orlamünde (anciennement les comtes de Weimar (de)).
En 1299, le château probablement principalement en bois a brûlé. La ruine devient la propriété de la maison de Wettin, qui y construit un nouveau château.
Lors du grand incendie de 1424, non seulement la majeure partie de Weimar, mais aussi le château sont une nouvelle fois la proie des flammes. Guillaume le Brave, le premier membre de la famille Wettin à y avoir séjourné pendant une longue période, fait reconstruire le château entièrement en pierre. Le nouveau bâtiment est occupé en 1439. C'est de cette époque que datent la tour d'huissier (de), qui existe encore aujourd'hui, et la porte d'entrée qui s'y rattache et que les dames de la cour qui y habitent appellent plus tard par dérision la « Bastille », datent de cette époque.

### "Hornstein"

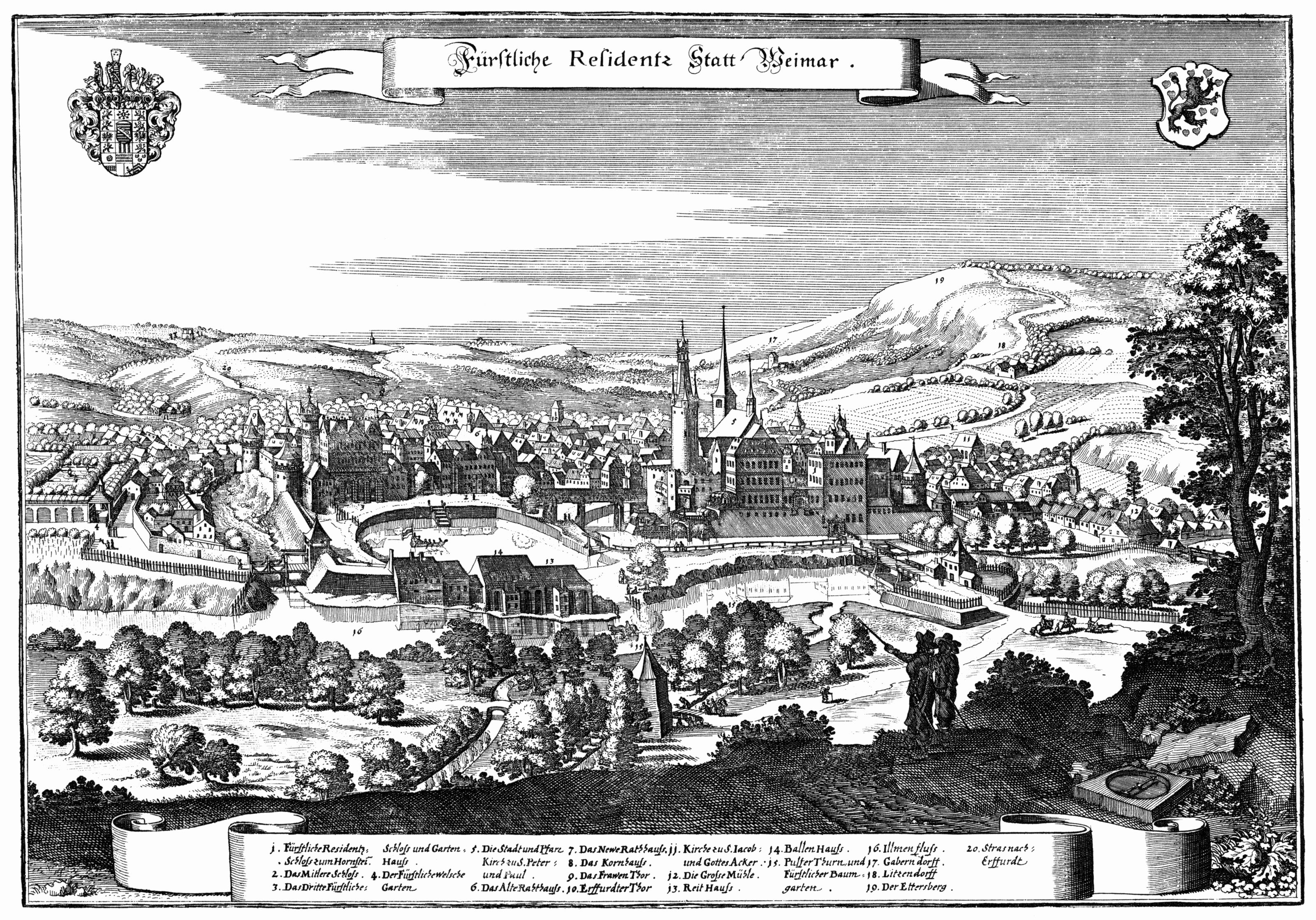
Ville et château vers 1650, avec vue sur l'Ilm et le pont du château

En 1485, l'électorat de Saxe est divisé. Weimar et presque toute la Thuringe sont tombés aux mains de la branche ernestine des Wettin résidant à Torgau et Wittemberg. Dès cette époque, Frédéric le Sage réside souvent à Weimar. En 1513, Jean le Constant, le frère marié de Frédéric, y établit sa propre cour. Le château de Weimar, qui pore entre-temps le nom de Hornstein, devient la résidence secondaire officielle des Wettin ernestins.
À partir de 1535, le château gothique tardif est transformé en château Renaissance par les maîtres d'œuvre Konrad Krebs (de) et Nikolaus Gromann (de) au nom de l'électeur Jean-Frédéric Ier. Le complexe est achevé en 1604 avec la Maison verte. Comme de nombreuses résidences de l'époque, l'ensemble bâti, conçu dans le style de la Renaissance, est encore conçu comme un ensemble palatial fortifié et entouré de douves qui sont alimentées par l'Ilm qui coule. Ses bâtiments forment un ovale irrégulier autour d'une cour spacieuse.
Sous le duc Jean de Saxe-Weimar et son épouse Dorothée-Marie d'Anhalt, la petite résidence se développe en un lieu de musique d'importance européenne. L'historien Friedrich Hortleder (de) y travaille comme tuteur et Melchior Vulpius, un ancêtre de la femme de Goethe, dirige la musique du château. Le pédagogue réformé Wolfgang Ratke fonde une école allemande en 1612, et le 24 août 1617, la Société des fructifiants y est également fondée. Le 2 août 1618 - ce qui coïncide avec le début de la guerre de Trente Ans - la moitié du château brûle. La rumeur veut que ce soit un orfèvre imprudent qui soit à l'origine de ce désastre.

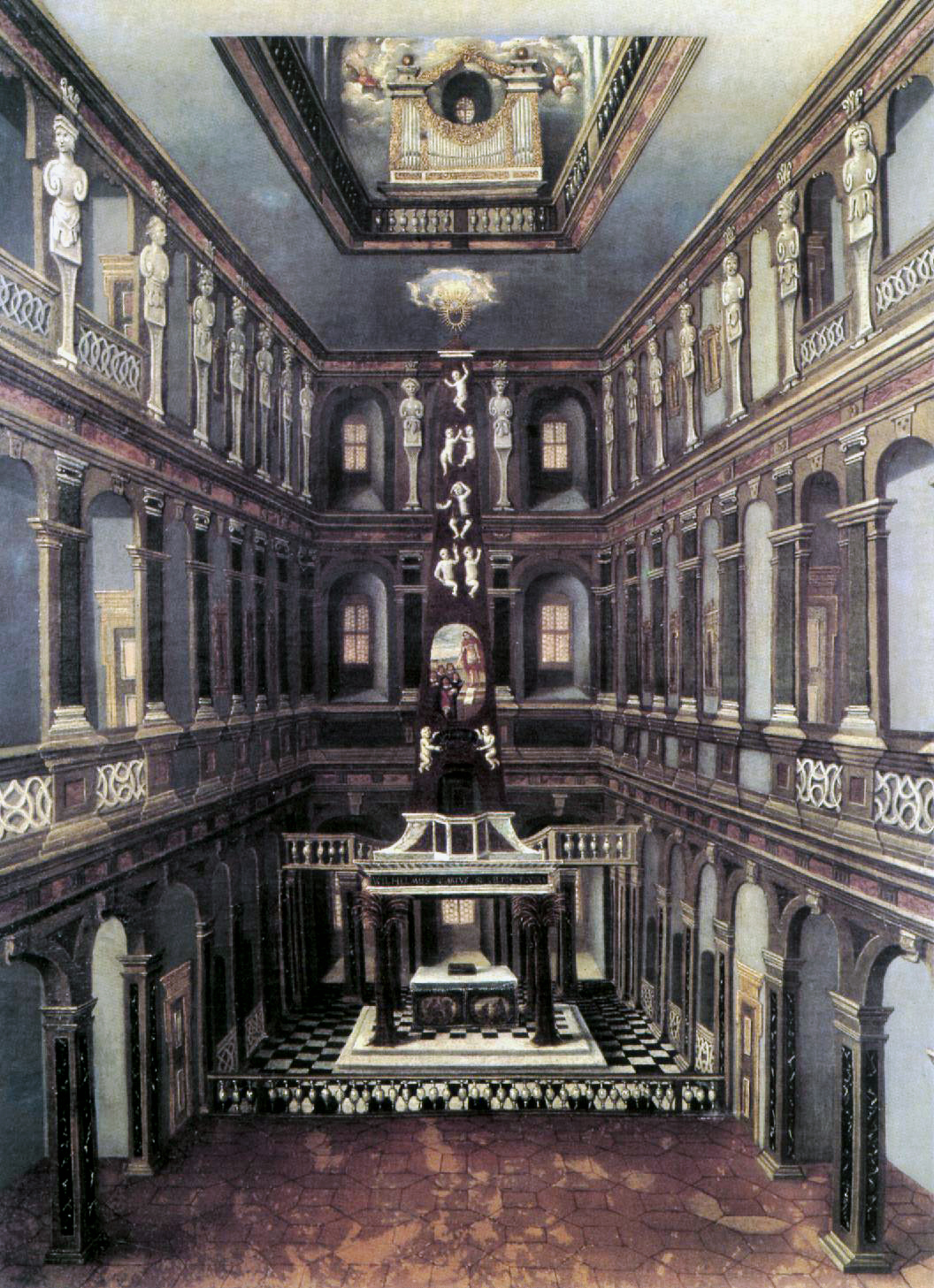
La chapelle castrale construite à partir de 1619 avec l'orgue au-dessus de l'autel (peinture à l'huile de Christian Richter vers 1660)

Le duc Jean-Ernest le Jeune engage pour la reconstruction le maître d'œuvre italien Giovanni Bonalino (de), qui a auparavant été sous contrat avec l'évêque de Bamberg, pour la reconstruction. La construction commence en 1619. Le Hornstein, qui a encore des allures de château, doit céder la place à un complexe à quatre ailes inspiré de l'Italie, qui peut servir à toutes les fins représentatives. Le bâtiment est prévu sur trois étages et est regroupé autour d'une cour intérieure rectangulaire.

#### Chapelle
Une place de choix dans le complexe du château est réservée à une église, qui est d'ailleurs le seul bâtiment achevé. En raison de la guerre, la construction est interrompue après la consécration de l'église en 1630.
L'aménagement intérieur de la chapelle lui vaut le nom de Himmelsburg. Elle suit un programme théologique luthérien. L'autel est élevé sur un piédestal en pierre avec des marches. Au-dessus, un baldaquin s'élève sur quatre colonnes et sert également de base à la chaire. De là, une structure pyramidale jusqu'au plafond; elle est décorée d'une image de l'héritage du Ressuscité (Mt 28,16-20 LUT) et de putti rappelant l'échelle de Jacob. Au-dessus s'ouvre, reliée à l'espace de l'église par une lucarne, une capella dans laquelle se trouve l'orgue. De là, la musique résonne dans l'église. Ludwig Compenius (Erfurt) créé cet instrument en 1658 en utilisant l'ancienne œuvre de l'église Barfüß d'Erfurt. En 1707/08, Johann Conrad Weißhaupt (Seebergen) reconstruit l'instrument avec la disposition de l'organiste de la cour Johann Effler.
Le jeune Jean-Sébastien Bach, qui est organiste dans cette église entre 1708 et 1717, compose quelques œuvres pour ce lieu, inspiré par cette situation acoustique exceptionnelle. Himmelskönig, sei willkommen est l'une de ces cantates. "Avec ses deux pieds,...il pouvait exécuter sur le pédalier de telles phrases que certains pianistes non maladroits pourraient s'énerver à les faire avec cinq doigts", écrit Paul von Bojanowski. En 1712/13, Heinrich Nicolaus Trebs (de) (Weimar) transforme l'orgue avec des propositions de composition de Jean-Sébastien Bach et intègre un carillon de Leipzig. En 1719/20, une nouvelle transformation est effectuée. "L'orgue de l'église du château n'était pas grand, mais d'après la disposition conservée, il devait avoir une belle sonorité uniforme", écrit Albert Schweitzer et Philipp Spitta : "L'orgue..., possédait cependant une pédale pleine puissante, en quoi il surpassait l'orgue de l'église de la ville,...
La chapelle est détruite dans l'incendie du château en 1774 jusqu'aux murs extérieurs.

### "Wilhelmsbourg"

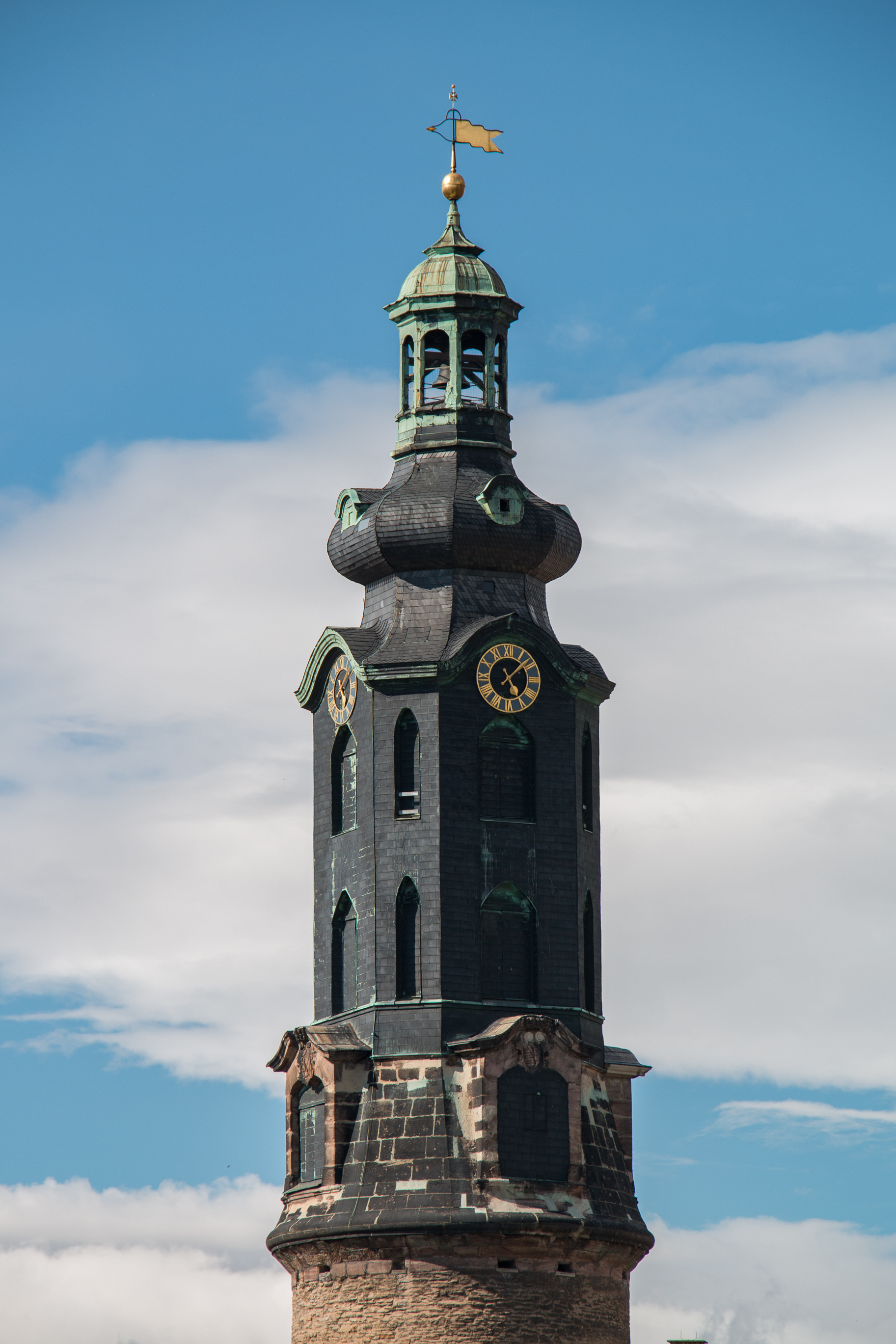
Le sommet baroque de la tour d'après Gottfried Heinrich Krohne

À partir de 1626, le duc Guillaume IV de Saxe-Weimar règne à Weimar. En 1651, il prend en charge les ruines et charge le maître d'œuvre de Thuringe Johann Moritz Richter. Celui-ci conçoit le Hornstein selon des modèles français pour en faire un ensemble ouvert à trois ailes s'ouvrant sur un parc. Ce parc est créé d'après des modèles italiens et français. Mais le manque d'argent entraîne régulièrement des interruptions dans la construction. À la mort du duc Guillaume IV en 1662, la construction est complètement arrêtée. Depuis cette époque, le château porte cependant le nom de Wilhelmsburg, du nom de son constructeur.

### La tour
En 1728, la tour ronde médiévale reçoit une partie supérieure baroque basée sur un dessin de Gottfried Heinrich Krohne (de), qui est encore aujourd'hui un symbole du château et de la ville.
En 1712, le fondateur de la cloche Nicolaus Jonas Sorber (de) créé la cloche E0 en cinq parties de la tour du château, dont l'original est conservé et qui compte parmi les plus importantes grandes sonneries du XVIIIe siècle. Seule la plus petite cloche est refondue en 1725 par le fondeur Nicolaus Jonas Sorber,.
Les deux cloches de l'horloge ne sont pas non plus insignifiantes. La sonnerie des heures est attribuée à une cloche coulée en 1544 par Heinrich C[Z]ieg[e]ler (Erfurt) et la sonnerie des quarts d'heure à une cloche en bronze non signée, fondue en 1525 et suspendue au-dessus de la sonnerie des heures.

### Château de résidence de l'époque de Goethe
Lors de l'incendie du château du 6 mai 1774, le château baroque de Wilhelmsburg (à l'exception de la tour et du portail) ainsi que la chapelle du château sont entièrement détruits. Le cubage extérieur de la chapelle du château est conservé, mais les façades ne révèlent rien de l'utilisation de la pièce au XVIIe siècle. Comme des mesures de sécurisation de plus en plus coûteuses des ruines du château sont nécessaires à partir de 1788, le duc Charles-Auguste envisage déjà la construction d'un nouveau bâtiment. En mars 1789, il crée la commission de construction du château, à laquelle Johann Wolfgang von Goethe participe activement dès le début. Finalement, il est décidé de reconstruire le château en utilisant une grande partie de l'ancienne structure.
Goethe engage l'architecte hambourgeois Johann August Arens (de), qu'il a rencontré à Rome en 1787 et qui conçoit principalement le plan d'étage pour la reconstruction. Mais en 1791, les effets de la Révolution française et les difficultés financières se font sentir, et Arens perd également tout intérêt pour cette commande. Cependant, Goethe connait déjà tellement bien la construction à cette époque qu'il fait poursuivre les travaux selon les plans d'Arens et que la fête de l'achèvement du gros œuvre est également célébrée en 1796. Lorsque les douves du château sont aplanies dans le cadre des travaux, le caractère de forteresse disparaît. L'installation à trois ailes, désormais ouverte vers le sud, correspond clairement au jardin paysager que Goethe a contribué à créer.
À partir de 1797, Goethe engage l'architecte louisbourgeois Nikolaus Friedrich von Thouret (de) comme nouveau maître d'œuvre du château. Thouret conçut des pièces qui existent encore aujourd'hui dans le style du classicisme avec une référence programmatique surtout à l'Antiquité grecque, comme par exemple la salle à manger, la salle d'entrée et de grandes parties de l'appartement de la grande-duchesse Louise dans l'aile est. Le peintre de la cour Carl Heideloff (de), qui s'est tué en tombant d'une échelle en 1816, participe également à la réalisation des peintures de plafond.

Thouret ayant cessé de fournir des plans, les autres pièces intérieures sont aménagées à partir de la fin de l'année 1800 par Heinrich Gentz dans une variante particulièrement stricte du classicisme. Il s'agit notamment de la cage d'escalier avec ses colonnes doriques, de la salle des fêtes ionique avec ses annexes côté jardin, de la galerie des repas, des pièces destinées à la princesse héritière Maria Pavlovna au nord-ouest ainsi que de la chambre néogothique de Bernard au deuxième étage. Ces pièces font partie des œuvres principales de la décoration intérieure néoclassique ou du début du néogothique.

Intérieurs du château de Weimar
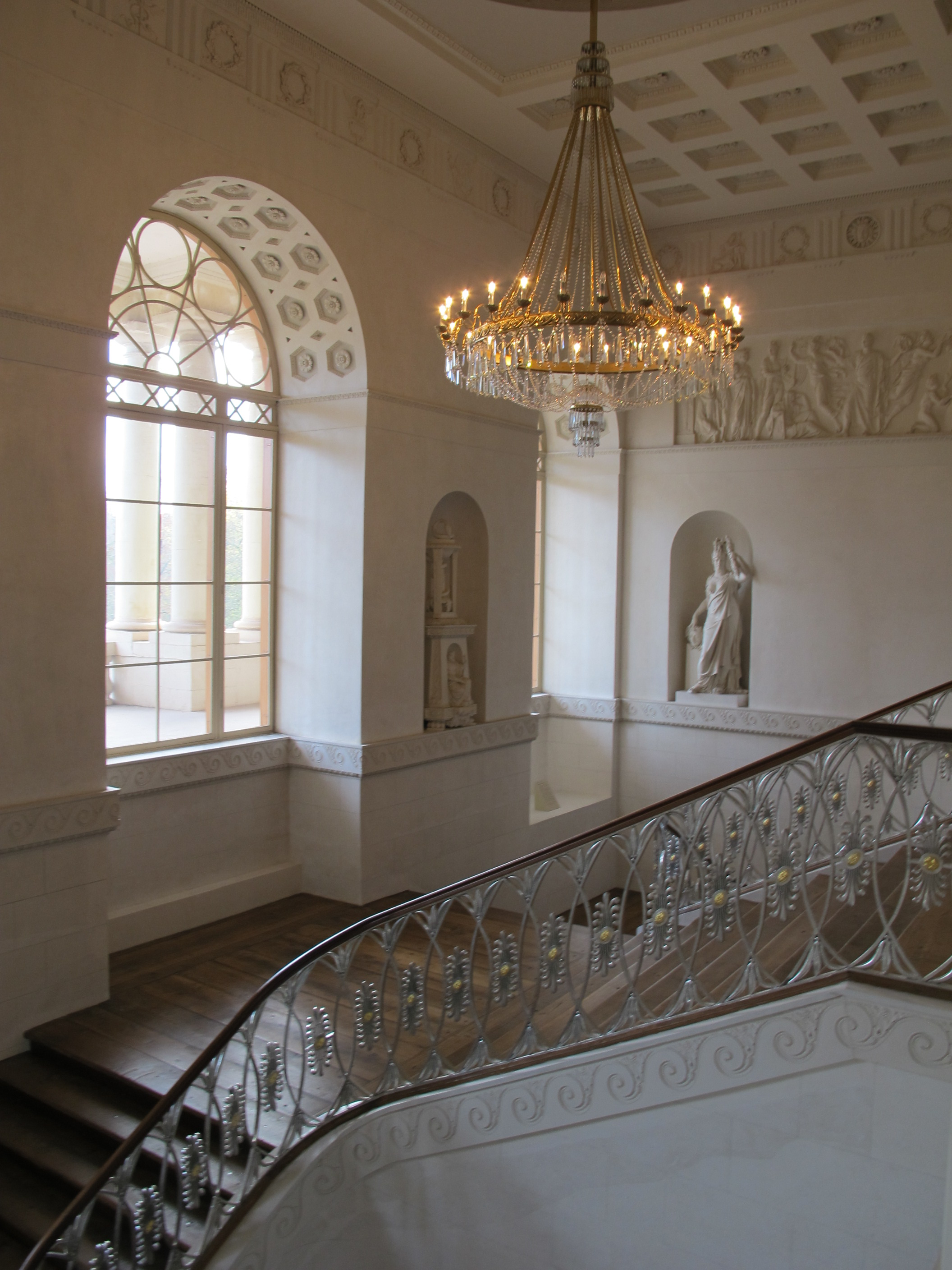
L'escalier conçu par Heinrich Gentz en 1801
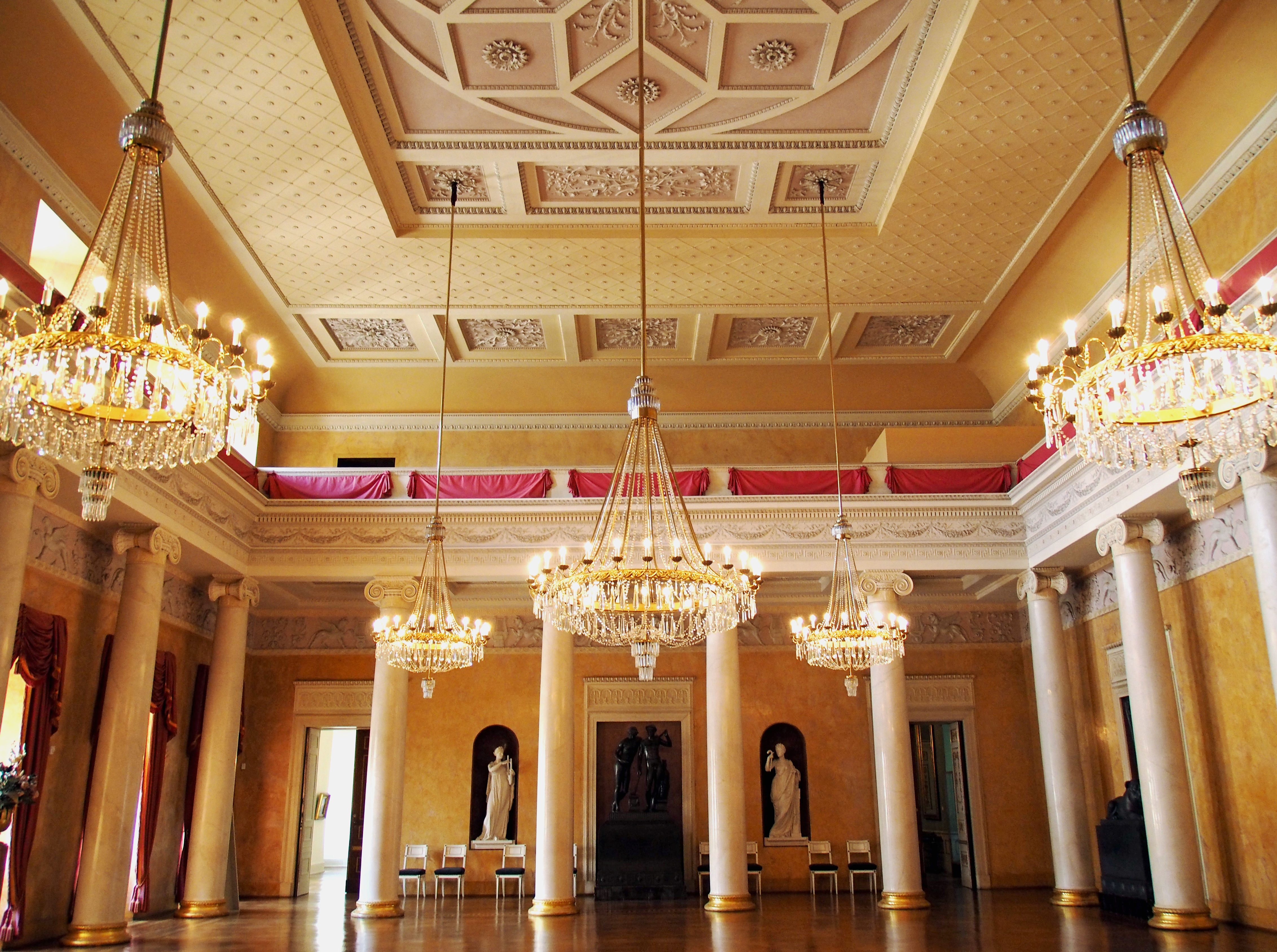
La salle de bal de Heinrich Gentz, œuvres sculpturales de Christian Friedrich Tieck
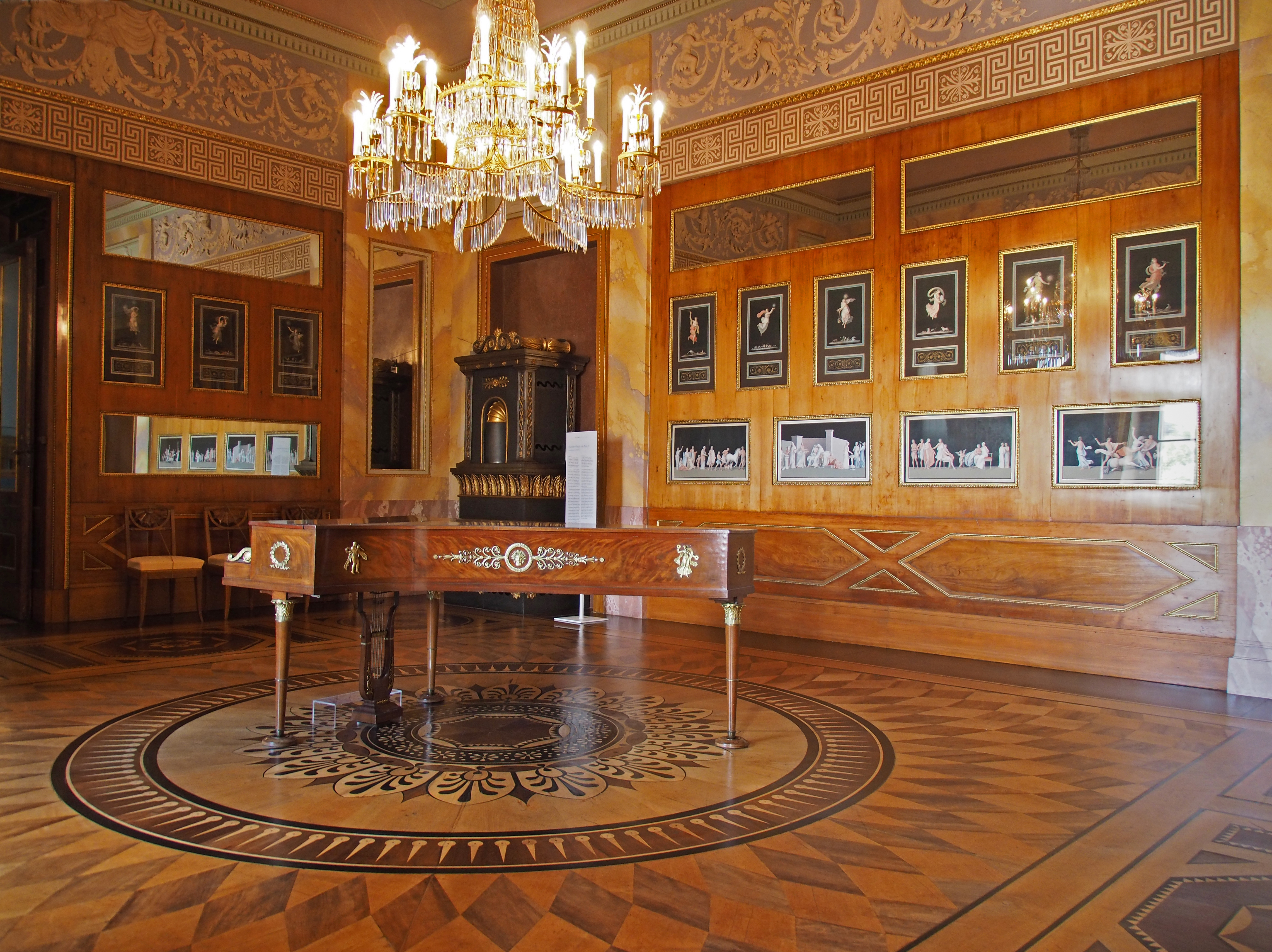
La "salle de cèdre", le salon de Maria Pavlovna, conçu par Heinrich Gentz, œuvre sculpturale de Christian Friedrich Tieck
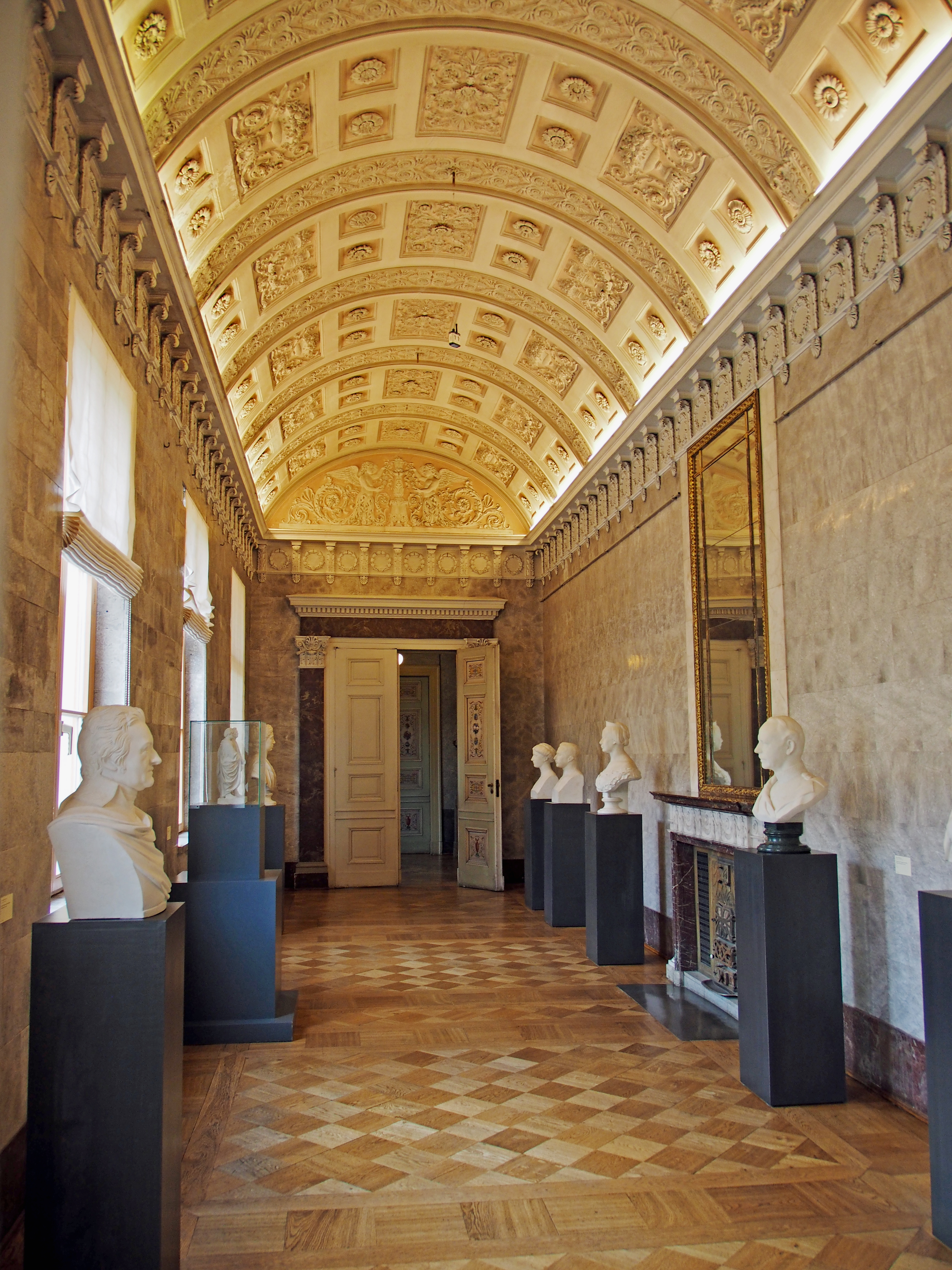
Galerie de marbre avec portraits en buste de la famille ducale

Le 1er août 1803, l'aile est peut être occupée par le duc Charles-Auguste et sa famille. Mais ce n'est qu'après les troubles des guerres napoléoniennes que la poursuite de l'extension est possible. À partir de 1816, Clemens Wenzeslaus Coudray (de), le directeur régional en chef des bâtiments, y travaille à Weimar.

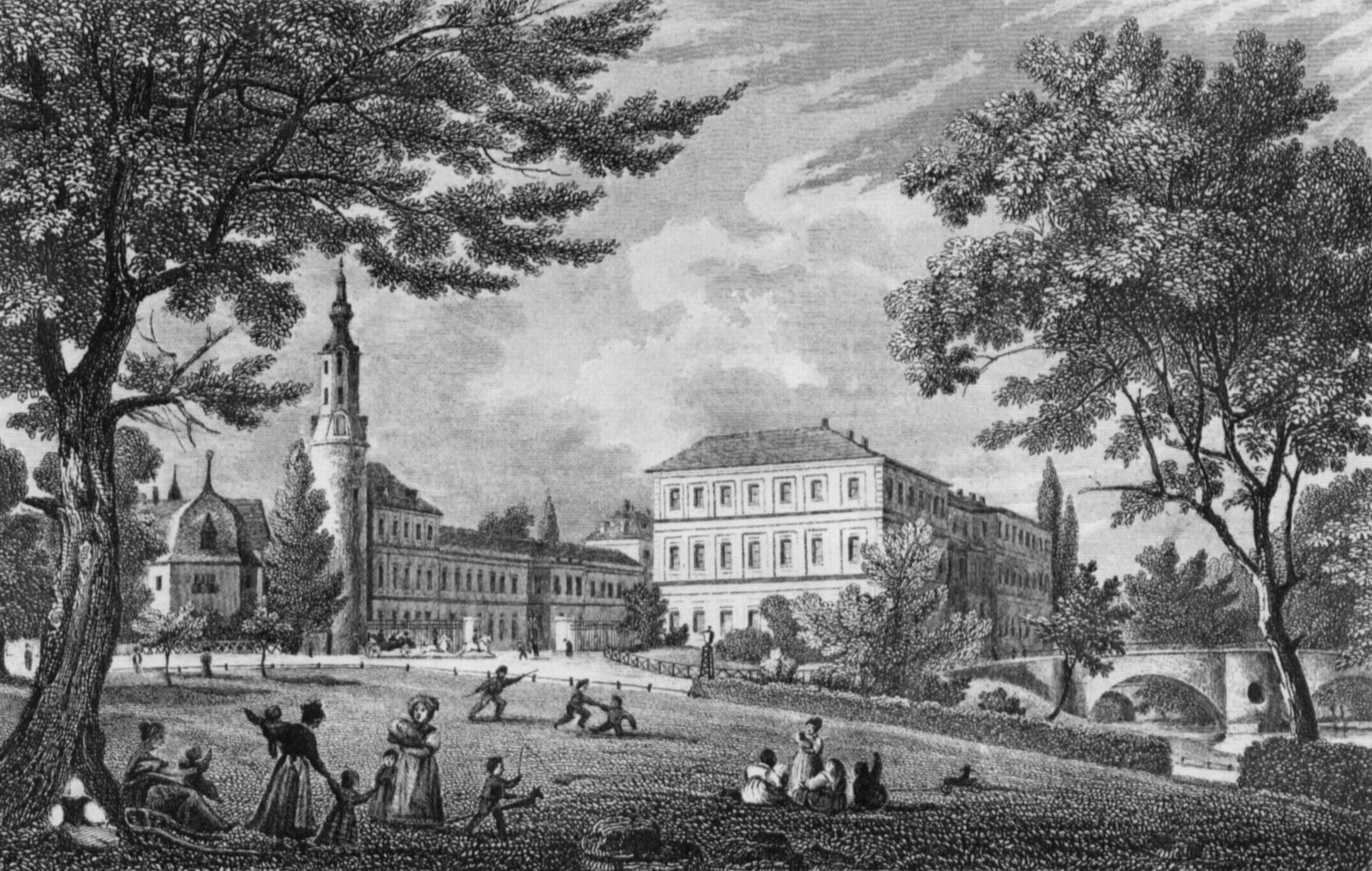
Le château (gravure sur acier de JW Appleton d'après un modèle d'Otto Wagner vers 1845)

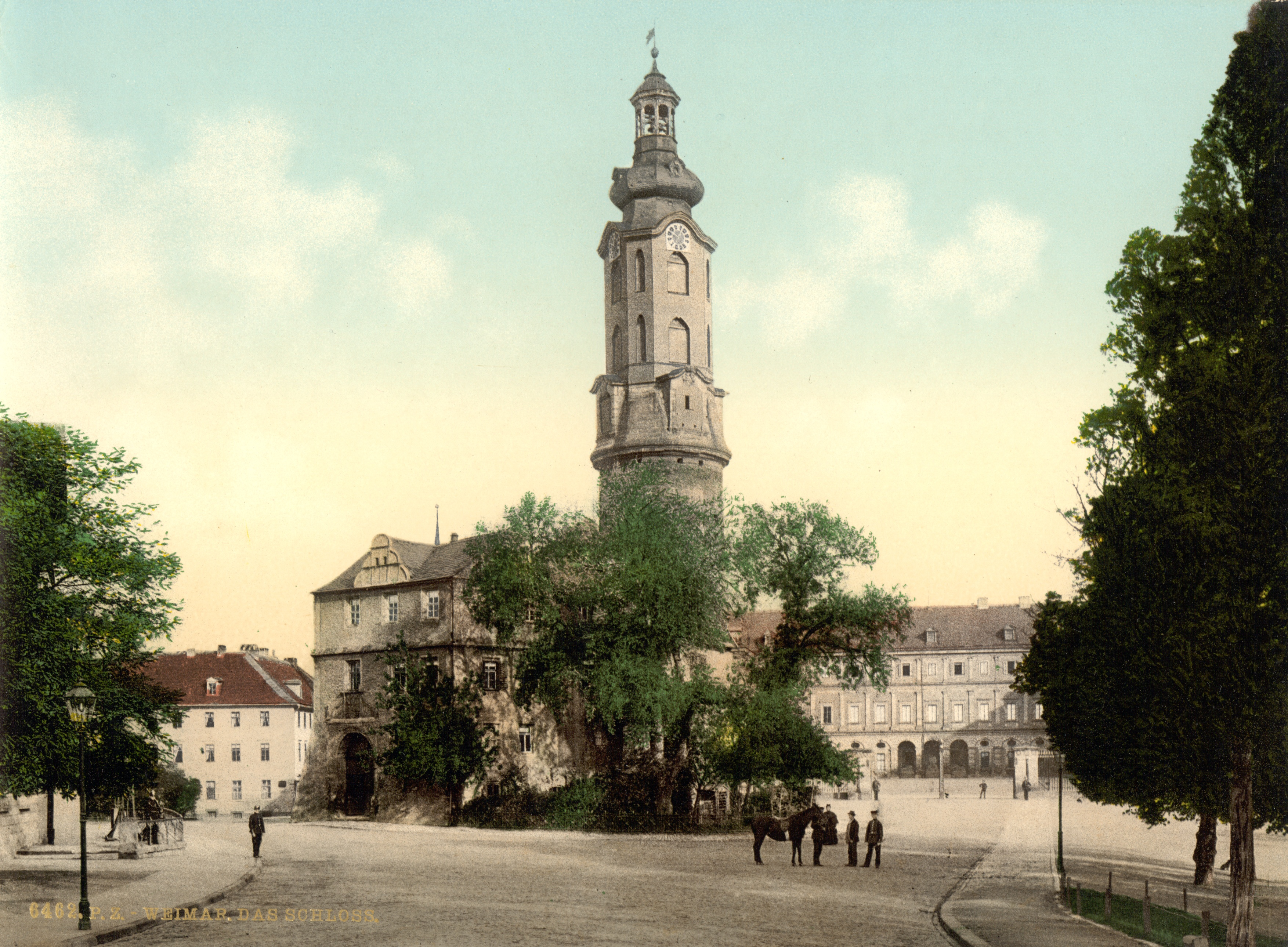
Château de résidence (vue sud entre 1890 et 1900 environ)

### Du château résidentiel au musée
À partir de 1835, la grande-duchesse Maria Pavlovna fait décorer par des peintres connus de son époque, d'après un projet général de Karl Friedrich Schinkel, les chambres dites des poètes comme lieux de mémoire pour les plus célèbres des hommes de lettres décédés de Weimar : Friedrich Preller l'Ancien décore la salle Wieland avec des scènes de paysage de l'Oberon et Bernhard von Neher est chargé de concevoir les salles Goethe et Schiller. Pour cette dernière, en 1837/1838, Woldemar Hermann (de) conçoit les pilastres ainsi que les médaillons avec des scènes de Das Lied von der Glocke (de)
Dans les années 1844 à 1847, la nouvelle chapelle du château est dotée par Heinrich Heß (de) d'une décoration intérieure byzantine ou néo-romane, complétée en 1868/69 par le tableau d'abside Concert d'anges de Hermann Wislicenus (repeint en 1968, découvert à nouveau à partir de 2010). Au milieu du XIXe siècle, Coudray peut achever l'installation conçue par Richter.
Ce n'est qu'en 1913/14 que le complexe à trois ailes, ouvert sur le parc, est fermé par une aile sud servant d'aile de liaison sous le grand-duc Guillaume-Ernest.
Peu après, le 9 novembre 1918, le grand-duc Guillaume-Ernest signe son acte d'abdication au château de la ville. Quelques semaines plus tard, le premier gouvernement républicain se constitue dans les mêmes locaux. Le Parlement se réunit presque en même temps au Théâtre national allemand et toute une époque porte le nom de la République de Weimar, lieu de réunion.
Depuis 1923, presque tout le château de la ville est un musée. Sous le Troisième Reich, on ne peut pas faire grand chose de ce complexe. La direction du Gau fait construire son propre bâtiment représentatif, l'énorme Forum de Gau de Weimar (de) et Adolf Hitler séjourne à l'hôtel Éléphant (de).

À l'époque de la RDA, le château est le siège des sites nationaux de recherche et de mémoire de la littérature classique allemande (NFG) dans l'aile sud et des collections d'art de l'État à Weimar. Outre un atelier de restauration, il abrite une exposition permanente des pièces les plus précieuses de la collection. Pour l'utilisation de la chapelle du château dans l'aile ouest comme magasin de livres, un magasin en acier composé de quatre étagese est installé dans l'église jusqu'en 1968.

Vues de château au XXIe siècle
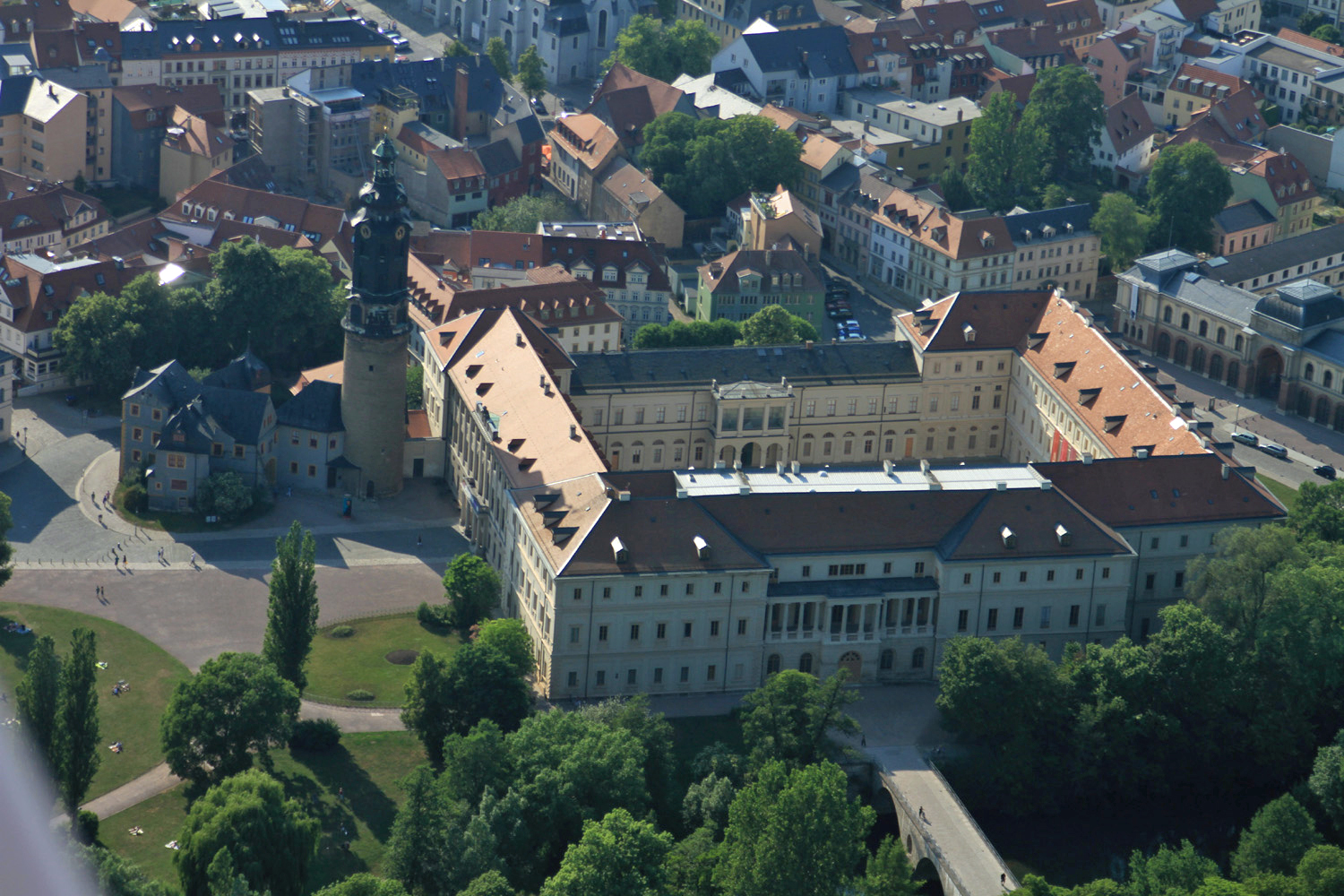
Vue aérienne de la vue générale depuis l'est
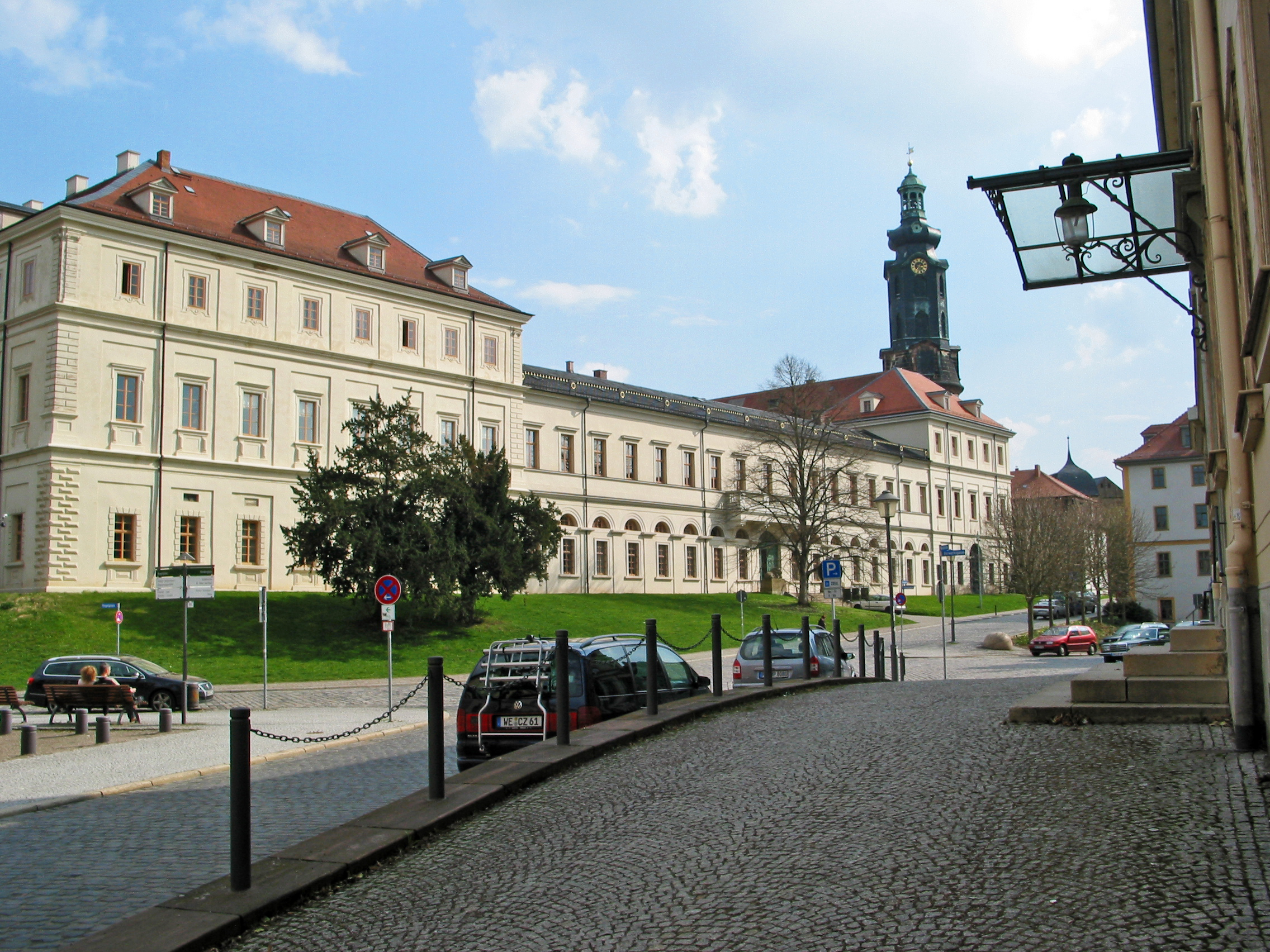
Vue de l'aile ouest du palais depuis le nord-ouest
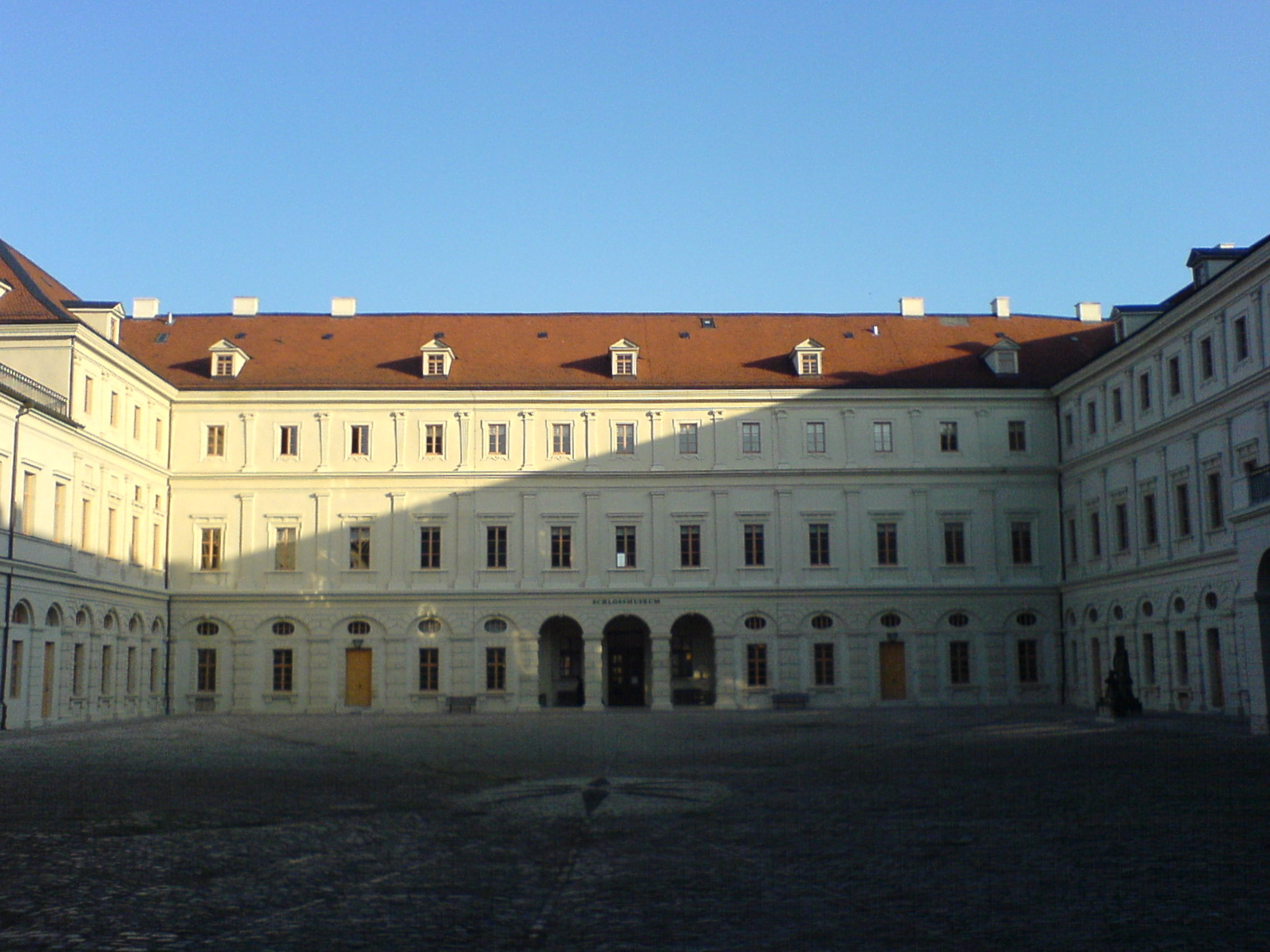
Cour du château
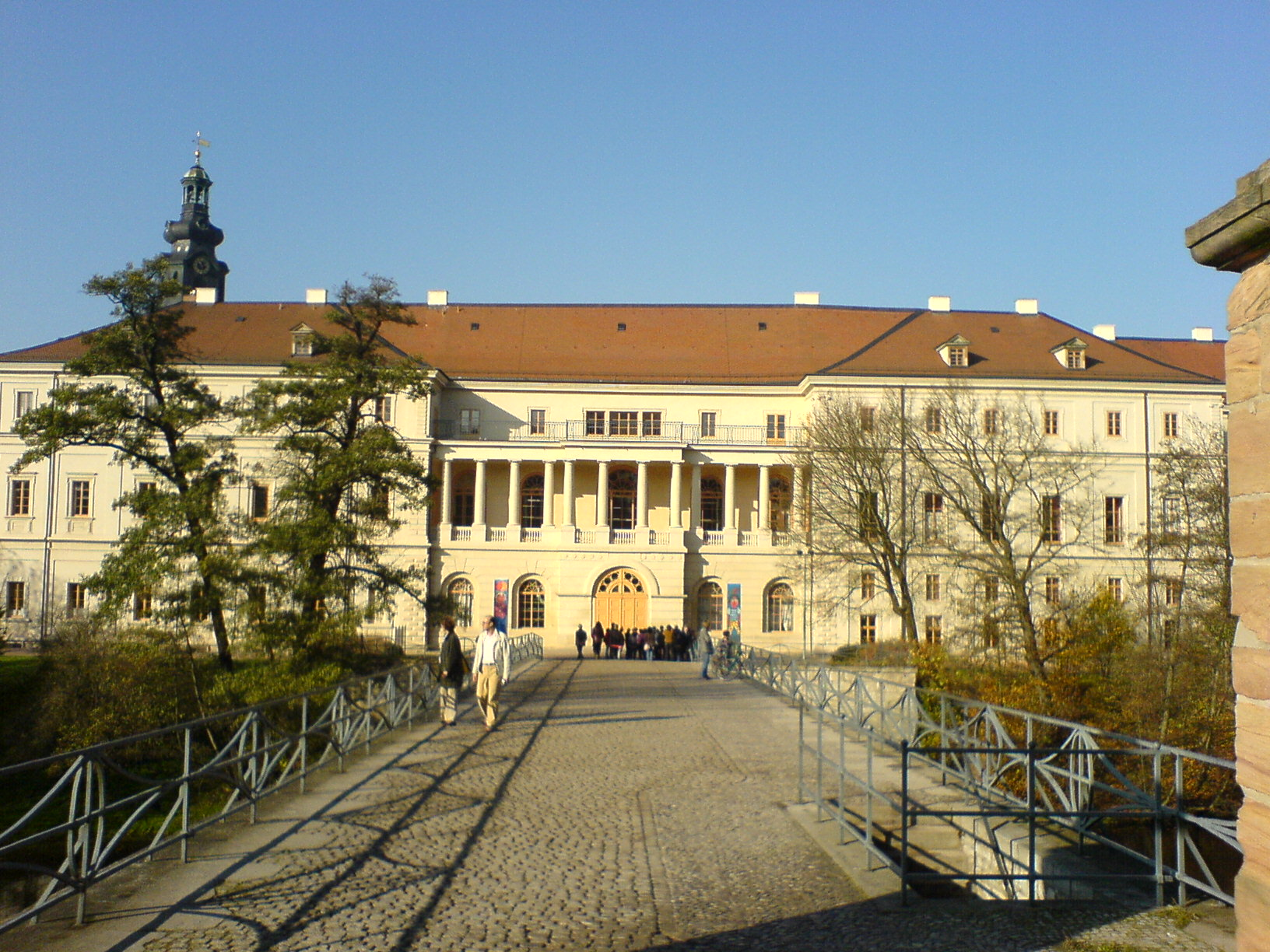
Vue depuis le pont du château jusqu'à la colonnade de la façade est

## Musée
Une grande partie du château abrite aujourd'hui le musée du château, qui présente une vaste exposition d'histoire de l'art axée sur la peinture entre 1500 et 1900. Plus précisément, l'exposition s'articule autour des domaines de collection suivants : Peinture de la Renaissance (avec une vaste collection d'œuvres de Lucas Cranach l'Ancien et Lucas Cranach le Jeune) et art sacré (surtout des sculptures en bois médiévales) au rez-de-chaussée, peinture de l'époque de Goethe dans les salles de représentation au premier étage et œuvres de l'École de peinture de Weimar (XIXe siècle) ainsi que de l'art moderne (début du XXe siècle) au deuxième étage. On y trouve également la peinture murale de Charles Crodel, acquise par Wilhelm Koehler (de) en 1927 et endommagée pendant la Seconde Guerre mondiale.
En 2018, la Fondation classique est entrée dans la phase centrale de la rénovation globale du château. À partir du 2 juillet 2018, le château est donc complètement fermé. L'étage d'honneur avec la salle des fêtes, les chambres des poètes et la cage d'escalier de Gentz restent accessibles jusqu'à cette date. La galerie Cranach, la salle d'art ainsi que le deuxième étage avec des œuvres de l'"école de peinture de Weimar" et de l'art moderne français et allemand autour de 1900 sont déjà fermés. Les chambres des poètes peuvent déjà être visitées depuis Pâques 2020 dans le cadre de visites guidées.

## Fouilles archéologiques
Dans le cadre de la rénovation du château qui a débuté en 2018, la fondation Classique-Weimar prévoit de construire devant le château un magasin en profondeur pour sa collection d'art graphique. Pour ce faire, elle fait procéder en 2016 à des études du sol de construction, menées conjointement avec une fouille archéologique réalisée par l'Office d'État de Thuringe pour la préservation des monuments et l'archéologie (de) après des prospections géophysiques précédentes. Les archéologues mettent au jour trois fondations de murs datant de différentes époques dans des couches de sol à partir du Xe siècle. Le plus ancien, datant du 12e siècle, faisait partie du mur d'enceinte du château médiéval qui, selon un dessin de 1750, a déjà été démoli à cette époque. Un autre mur mis au jour appartient à la courtine moderne, située à l'extérieur du mur d'enceinte. Le troisième mur est un mur extérieur du bâtiment de l'écurie qui était adossé à la face intérieure du mur du chenil. Le site de fouilles est équipé d'un panneau d'information et reste ouvert jusqu'au début de la construction du magasin en profondeur 

### Base de données et dictionnaires
- Sites officiels : www.klassik-stiftung.de/index.php?id=65 et www.klassik-stiftung.de/stadtschloss-weimar
- Ressource relative à la musique :   - MusicBrainz
- Notices d'autorité :   - VIAF
  - LCCN
  - GND
  - Israël